# Le Chay
Le Chay és un municipi francès al departament del Charente Marítim (regió de la Nova Aquitània). L'any 2007 tenia 717 habitants.

## Demografia

### Població
El 2007 la població de fet de Le Chay era de 717 persones. Hi havia 283 famílies de les quals 54 eren unipersonals (29 homes vivint sols i 25 dones vivint soles), 123 parelles sense fills, 94 parelles amb fills i 12 famílies monoparentals amb fills.
La població ha evolucionat segons el següent gràfic:

### Habitatges
El 2007 hi havia 347 habitatges, 289 eren l'habitatge principal de la família, 44 eren segones residències i 14 estaven desocupats. 340 eren cases i 4 eren apartaments. Dels 289 habitatges principals, 240 estaven ocupats pels seus propietaris, 45 estaven llogats i ocupats pels llogaters i 4 estaven cedits a títol gratuït; 2 tenien una cambra, 19 en tenien dues, 49 en tenien tres, 120 en tenien quatre i 98 en tenien cinc o més. 253 habitatges disposaven pel capbaix d'una plaça de pàrquing. A 126 habitatges hi havia un automòbil i a 146 n'hi havia dos o més.

### Piràmide de població
La piràmide de població per edats i sexe el 2009 era:
| Homes | Edats   | Dones |
| ----- | ------- | ----- |
| 0     | 95 o +  | 0     |
| 0     | 90 a 94 | 0     |
| 0     | 85 a 89 | 4     |
| 16    | 80 a 84 | 0     |
| 4     | 75 a 79 | 8     |
| 20    | 70 a 74 | 20    |
| 20    | 65 a 69 | 12    |
| 20    | 60 a 64 | 16    |
| 12    | 55 a 59 | 12    |
| 28    | 50 a 54 | 36    |
| 24    | 45 a 49 | 20    |
| 20    | 40 a 44 | 24    |
| 12    | 35 a 39 | 24    |
| 24    | 30 a 34 | 20    |
| 24    | 25 a 29 | 12    |
| 16    | 20 a 24 | 0     |
| 24    | 15 a 19 | 4     |
| 16    | 10 a 14 | 4     |
| 24    | 5 a 9   | 16    |
| 0     | 0 a 4   | 20    |

## Economia
El 2007 la població en edat de treballar era de 441 persones, 316 eren actives i 125 eren inactives. De les 316 persones actives 291 estaven ocupades (158 homes i 133 dones) i 25 estaven aturades (9 homes i 16 dones). De les 125 persones inactives 57 estaven jubilades, 25 estaven estudiant i 43 estaven classificades com a «altres inactius».

### Ingressos
El 2009 a Le Chay hi havia 291 unitats fiscals que integraven 731 persones, la mediana anual d'ingressos fiscals per persona era de 16.101 €.

### Activitats econòmiques
Dels 26 establiments que hi havia el 2007, 3 eren d'empreses extractives, 1 d'una empresa alimentària, 1 d'una empresa de fabricació de material elèctric, 2 d'empreses de fabricació d'altres productes industrials, 9 d'empreses de construcció, 3 d'empreses de comerç i reparació d'automòbils, 1 d'una empresa de transport, 2 d'empreses d'hostatgeria i restauració, 1 d'una empresa immobiliària, 1 d'una empresa de serveis, 1 d'una entitat de l'administració pública i 1 d'una empresa classificada com a «altres activitats de serveis».
Dels 9 establiments de servei als particulars que hi havia el 2009, 1 era un taller de reparació d'automòbils i de material agrícola, 2 paletes, 1 guixaire pintor, 1 fusteria, 2 electricistes, 1 empresa de construcció i 1 restaurant.
L'únic establiment comercial que hi havia el 2009 era una fleca.
L'any 2000 a Le Chay hi havia 27 explotacions agrícoles que ocupaven un total de 1.045 hectàrees.

## Equipaments sanitaris i escolars
El 2009 hi havia una escola elemental.

## Poblacions properes
El següent diagrama mostra les poblacions més properes.